# جاستن فيرنون
جاستن فيرنون (بالإنجليزية: Justin Vernon)‏ هو منتج أسطوانات ومغن مؤلف وعازف قيثارة أمريكي، ولد في 30 أبريل 1981 في يو كلير في الولايات المتحدة.

## وصلات خارجية
- جاستن فيرنون على موقع الموسوعة البريطانية (الإنجليزية)
- جاستن فيرنون على موقع ميوزك برينز (الإنجليزية)
- جاستن فيرنون على موقع رولينغ ستون (الإنجليزية)
- جاستن فيرنون على موقع إن إن دي بي (الإنجليزية)
- جاستن فيرنون على موقع أول ميوزيك (الإنجليزية)
- جاستن فيرنون على موقع ديسكوغز (الإنجليزية)